# Cijate
Cijate (lat. Cyathea), rod drvenastih vazdazelenih papratnica u porodici Cyatheaceae. Postoji 302 vrste plus 15 hibrida,, poglavito u tropskoj Americi, a vrlo malo u Starom svijetu. Poznatija je C. arborea, drvo iz tropske Amerike.

## Vrste
1. Cyathea abbreviata I. Fernald
2. Cyathea abrapatriciana Lehnert & A. Tejedor
3. Cyathea acantha (Sehnem) Lehnert
4. Cyathea acutidens (Christ) Domin
5. Cyathea aemula Lehnert
6. Cyathea akawaiorum P. J. Edwards
7. Cyathea alata (E. Fourn.) Copel.
8. Cyathea alatissima (Stolze) Lehnert
9. Cyathea alfonsiana L. D. Gómez
10. Cyathea alsophiloides S. Maciel & Lehnert
11. Cyathea alstonii R. M. Tryon
12. Cyathea amabilis (C. V. Morton) Lehnert
13. Cyathea andaquiensis Lehnert, F. Giraldo & W. Rodríguez
14. Cyathea andina (H. Karst.) Domin
15. Cyathea angelica A. Tejedor & G. Calat.
16. Cyathea antioquensis A. Rojas
17. Cyathea arborea (L.) Sm.
18. Cyathea aristata Domin
19. Cyathea armata (Sw.) Domin
20. Cyathea arnecornelii Lehnert
21. Cyathea ars Lehnert
22. Cyathea aspera (L.) Sw.
23. Cyathea asplenioides (A. C. Sm.) Christenh.
24. Cyathea assurgens R. M. Tryon
25. Cyathea atahuallpa (R. M. Tryon) Lellinger
26. Cyathea aterrima (Hook.) Domin
27. Cyathea atrocastanea Labiak & F. B. Matos
28. Cyathea atrovirens (Langsd. & Fisch.) Domin
29. Cyathea aurea Klotzsch
30. Cyathea austroamericana Domin
31. Cyathea austropallescens Lehnert
32. Cyathea axillaris (Raddi) Lellinger
33. Cyathea azuayensis Sodiro
34. Cyathea barringtonii A. R. Sm. ex Lellinger
35. Cyathea bella (Rchb. fil. ex Mett.) Domin
36. Cyathea bettinae Lehnert
37. Cyathea bicrenata Liebm.
38. Cyathea biliranensis Copel.
39. Cyathea bipinnata (R. M. Tryon) R. C. Moran
40. Cyathea bipinnatifida (Baker) Domin
41. Cyathea boconensis H. Karst.
42. Cyathea borinquena (Maxon) Domin
43. Cyathea boryana (Kuhn) Domin
44. Cyathea bradei (P. G. Windisch) Lellinger
45. Cyathea brucei Lehnert
46. Cyathea brunnescens (Barrington) R. C. Moran
47. Cyathea calamitatis Lehnert
48. Cyathea callejasii Lehnert, F. Giraldo & A. Tejedor
49. Cyathea caracasana (Klotzsch) Domin
50. Cyathea cardenasii Lehnert, F. Giraldo & W. Rodríguez
51. Cyathea carolihenrici Lehnert
52. Cyathea carolinae A. Tejedor & G. Calat.
53. Cyathea catacampta Alston
54. Cyathea catenata Lehnert, F. Giraldo & W. Rodríguez
55. Cyathea cervantesiana A. Rojas
56. Cyathea chimaera Lehnert & A. Tejedor
57. Cyathea chimborazensis (Hook.) Hieron.
58. Cyathea chiricana (Maxon) Domin
59. Cyathea chocoensis (Stolze) Lehnert
60. Cyathea chontilla Lehnert
61. Cyathea choricarpa (Maxon) Domin
62. Cyathea cicatricosa Holttum
63. Cyathea cisandina A. Tejedor & G. Calat.
64. Cyathea clandestina Lehnert, F. Giraldo & A. Tejedor
65. Cyathea cnemidaria Lehnert
66. Cyathea cocleana (Stolze) Lehnert
67. Cyathea coloradoana Lehnert, F. Giraldo & W. Rodríguez
68. Cyathea concinna (Baker) Jenman
69. Cyathea concordia B. León & R. C. Moran
70. Cyathea conformis (R. M. Tryon) Stolze
71. Cyathea conjugata (Spruce ex Hook.) Domin
72. Cyathea conquisita Jenman
73. Cyathea consimilis (Stolze) Lehnert
74. Cyathea convergens Lehnert
75. Cyathea corallifera Sodiro
76. Cyathea corcovadensis (Raddi) Domin
77. Cyathea costaricensis (Mett. ex Kuhn) Domin
78. Cyathea crenata (Sodiro) Christ
79. Cyathea croftii Holttum
80. Cyathea cruciata (Desv.) Lehnert
81. Cyathea ctenitoides (Lellinger) Christenh.
82. Cyathea cumingii Baker
83. Cyathea cyatheoides (Desv.) K. U. Kramer
84. Cyathea cyclodium (R. M. Tryon) Lellinger
85. Cyathea cylindrica S. Maciel & Lehnert
86. Cyathea cystolepis Sodiro
87. Cyathea darienensis R. C. Moran
88. Cyathea decomposita (H. Karst.) Domin
89. Cyathea decorata (Maxon) R. M. Tryon
90. Cyathea decurrens (Hook.) Copel.
91. Cyathea decurrentiloba Domin
92. Cyathea dejecta (Baker) Christenh.
93. Cyathea delgadii Pohl ex Sternb.
94. Cyathea demissa (C. V. Morton) A. R. Sm. ex Lellinger
95. Cyathea diabolica Lehnert
96. Cyathea dichromatolepis (Fée) Domin
97. Cyathea dintelmannii Lehnert
98. Cyathea dissimilis (C. V. Morton) Stolze
99. Cyathea dissoluta Baker
100. Cyathea divergens Kunze
101. Cyathea dombeyi (Desv.) Lellinger
102. Cyathea dudleyi R. M. Tryon
103. Cyathea dyeri Sodiro
104. Cyathea ebenina H. Karst.
105. Cyathea eggersii Hieron.
106. Cyathea elliottii Domin
107. Cyathea epaleata (Holttum) Holttum
108. Cyathea estelae (Riba) Proctor
109. Cyathea estevesorum A. Tejedor & G. Calat.
110. Cyathea ewanii Alston
111. Cyathea fabiolae A.Tejedor, F.Giraldo, Lehnert & G.Calat.
112. Cyathea falcata (Mett. ex Kuhn) Domin
113. Cyathea feeana (C. Chr.) Domin
114. Cyathea flava (R. M. Tryon) Christenh.
115. Cyathea frigida (H. Karst.) Domin
116. Cyathea frondosa H. Karst.
117. Cyathea fulva (M. Martens & Galeotti) Fée
118. Cyathea gibbosa (Klotzsch) Domin
119. Cyathea giraldoi A. Tejedor, G. Calat., Lehnert, W. D. Rodr. & M. Kessler
120. Cyathea glandulifera Lehnert
121. Cyathea glaziovii Domin
122. Cyathea godmanii (Hook.) Domin
123. Cyathea gracilis Griseb.
124. Cyathea grandifolia Willd.
125. Cyathea grantii Copel.
126. Cyathea gratissima A. Tejedor & G. Calat.
127. Cyathea grayumii A. Rojas
128. Cyathea guentheriana Lehnert
129. Cyathea harrisii Underw.
130. Cyathea haughtii (Maxon) R. M. Tryon
131. Cyathea hemiepiphytica R. C. Moran
132. Cyathea herzogii Rosenst.
133. Cyathea hierbabuena A. Tejedor & G. Calat.
134. Cyathea hildegardis Lehnert, F. Giraldo & W. D. Rodr.
135. Cyathea hirsuta C. Presl
136. Cyathea hirsutissima (Fée) Domin
137. Cyathea hodgeana Proctor
138. Cyathea holdridgean a Nisman & L. D. Gómez
139. Cyathea horrida (L.) Sm.
140. Cyathea howeana Domin
141. Cyathea hymenophylloides (L. D. Gómez) Christenh.
142. Cyathea impar R. M. Tryon
143. Cyathea incognita (Lellinger) Christenh.
144. Cyathea indefinita S. Maciel & J. Prado
145. Cyathea jacobsii Holttum
146. Cyathea jamaicensis Jenman
147. Cyathea kalbreyeri (Baker) Domin
148. Cyathea karsteniana (Klotzsch) Domin
149. Cyathea kessleriana Lehnert, F. Giraldo & A. Tejedor
150. Cyathea lasiosora (Mett. ex Kuhn) Domin
151. Cyathea latevagans (Baker) Domin
152. Cyathea lechleri Mett.
153. Cyathea lehnertii A. Tejedor & G. Calat.
154. Cyathea lellingeriana S. Maciel & J. Prado
155. Cyathea leoniae M. E. Acuña & Huamán
156. Cyathea leucolepismata Alston
157. Cyathea liesneri A. R. Sm.
158. Cyathea lindeniana C. Presl
159. Cyathea lindigii (Baker) Domin
160. Cyathea lockwoodiana (P. G. Windisch) Lellinger
161. Cyathea longipetiolulata A. Rojas & A. Tejedor
162. Cyathea macrocarpa (C. Presl) Domin
163. Cyathea macrosora (Baker) Domin
164. Cyathea margarita Lehnert
165. Cyathea marginalis (Klotzsch) Domin
166. Cyathea mariposana A. Tejedor & Lehnert
167. Cyathea meridensis H. Karst.
168. Cyathea microdonta (Desv.) Domin
169. Cyathea microphylla Mett.
170. Cyathea miersii (Hook.) Domin
171. Cyathea minima S. Maciel & J. Prado
172. Cyathea minuta J. Murillo & M. T. Murillo
173. Cyathea monteagudoi A. Tejedor & G. Calat.
174. Cyathea moranii Lehnert
175. Cyathea mucilagina R. C. Moran
176. Cyathea multiflora Sm.
177. Cyathea multisegmenta R. M. Tryon
178. Cyathea mutica (Christ) Domin
179. Cyathea myriotricha (Baker) R. C. Moran & J. Prado
180. Cyathea nanna (Barrington) Lellinger
181. Cyathea neblinae A. R. Sm.
182. Cyathea nephele Lehnert
183. Cyathea nervosa (Maxon) Lehnert
184. Cyathea nesiotica (Maxon) Domin
185. Cyathea nigripes (C. Presl) Domin
186. Cyathea nodulifera R. C. Moran
187. Cyathea notabilis Domin
188. Cyathea novoi A. Tejedor & G. Calat.
189. Cyathea obnoxia Lehnert
190. Cyathea obtusa (Kaulf.) Domin
191. Cyathea oreopteroides Lehnert & A. Tejedor
192. Cyathea oscarorum A. Tejedor & G. Calat.
193. Cyathea pacis F. Giraldo, W. Rodríguez & A. Tejedor
194. Cyathea paisa Lehnert, F. Giraldo & W. D. Rodr.
195. Cyathea palaciosii R. C. Moran
196. Cyathea pallescens (Sodiro) Domin
197. Cyathea parvifolia Sodiro
198. Cyathea parvula (Jenman) Proctor
199. Cyathea patens hort. ex Houlston & T.Moore
200. Cyathea pauciflora (Kuhn) Lellinger
201. Cyathea paucifolia (Baker) Domin
202. Cyathea peladensis (Hieron.) Domin
203. Cyathea pendula Jenman
204. Cyathea petiolata (Hook.) R. M. Tryon
205. Cyathea phalaenolepis (C. Chr.) Domin Domin
206. Cyathea phalerata Mart.
207. Cyathea phegopteroides (Hook.) Domin
208. Cyathea phoenix A. Tejedor & G. Calat.
209. Cyathea pholidota Lehnert, F. Giraldo & A. Tejedor
210. Cyathea pibyae A. Tejedor & G. Calat.
211. Cyathea pilosissima (Baker) Domin
212. Cyathea pilozana M. T. & J. Murillo
213. Cyathea pinnula (Christ) R. C. Moran
214. Cyathea pinnuloides Lehnert, F. Giraldo & W. D. Rodr.
215. Cyathea planadae Arens & A. R. Sm.
216. Cyathea platylepis (Hook.) Domin
217. Cyathea plicata Lehnert
218. Cyathea poeppigii (Hook.) Domin
219. Cyathea polliculi Lehnert
220. Cyathea povedae A. Rojas
221. Cyathea praeceps A. R. Sm.
222. Cyathea praecincta (Kunze) Domin
223. Cyathea praetermissa Lehnert
224. Cyathea prosopioides Lehnert, F. Giraldo & A. Tejedor
225. Cyathea pseudoctenitoides S. Maciel & J. Prado
226. Cyathea pseudonanna (L. D. Gómez) Lellinger
227. Cyathea puberula Sodiro
228. Cyathea punctata R. C. Moran & B. Øllg.
229. Cyathea pungens (Willd.) Domin
230. Cyathea quitensis (C. Chr.) Domin
231. Cyathea recondita A. Tejedor & G. Calat.
232. Cyathea rengifoi Lehnert, F. Giraldo & A. Tejedor
233. Cyathea retanae A. Rojas
234. Cyathea robertsiana (F. Muell.) Domin
235. Cyathea rocioae A. Tejedor & G. Calat.
236. Cyathea rodriguezii Lehnert & F. Giraldo
237. Cyathea rojasiana Lehnert
238. Cyathea roraimensis (Domin) Domin
239. Cyathea rufa (Fée) Lellinger
240. Cyathea rufescens (Mett. ex Kuhn) Domin
241. Cyathea ruiziana Klotzsch
242. Cyathea ruttenbergiae A. Tejedor & F. Areces
243. Cyathea sagittifolia (Hook.) Domin
244. Cyathea scabra Baker
245. Cyathea schiedeana (C. Presl) Domin
246. Cyathea schlimii (Kuhn) Domin
247. Cyathea serpens (R. M. Tryon) Lehnert
248. Cyathea setchellii Copel.
249. Cyathea simplex R. M. Tryon
250. Cyathea singularis (Stolze) Lehnert
251. Cyathea sipapoensis (R. M. Tryon) Lellinger
252. Cyathea speciosa Humb. & Bonpl. ex Willd.
253. Cyathea spectabilis (Kunze) Domin
254. Cyathea squamata (Klotzsch) Domin
255. Cyathea squamipes H. Karst
256. Cyathea squamulosa (Losch) R. C. Moran
257. Cyathea squarrosa (Rosenst.) Domin
258. Cyathea steyermarkii R. M. Tryon
259. Cyathea stokesii (E. D. Br.) N. Hallé & Florence
260. Cyathea stolzeana (L. D. Gómez) Lehnert
261. Cyathea stolzei A. R. Sm. ex Lellinger
262. Cyathea straminea H. Karst.
263. Cyathea strigillosa (Maxon) Domin
264. Cyathea subincisa (Kunze) Domin
265. Cyathea subindusiata Domin
266. Cyathea sunduei Lehnert
267. Cyathea suprapilosa Lehnert
268. Cyathea suprastrigosa (Christ) Maxon
269. Cyathea surinamensis (Miq.) Domin
270. Cyathea sylvatica Lehnert
271. Cyathea tatei S. Maciel, R. Y. Hirai & J. Prado
272. Cyathea tejedoris Lehnert, F. Giraldo & W. Rodríguez
273. Cyathea tenera (J. Sm.) T. Moore
274. Cyathea tepuiana Christenh.
275. Cyathea thelypteroides A. R. Sm.
276. Cyathea thysanolepis (Barrington) A. R. Sm.
277. Cyathea toroi Lehnert, F. Giraldo & A. Tejedor
278. Cyathea tortuosa R. C. Moran
279. Cyathea traillii (Baker) Domin
280. Cyathea trichomanoides Christenh.
281. Cyathea tryonorum (Riba) Lellinger
282. Cyathea tuerckheimii Maxon
283. Cyathea tungurahuae Sodiro
284. Cyathea uleana (A. Samp.) Lehnert
285. Cyathea ulei (Christ) Domin
286. Cyathea universitatis (Vareschi) Christenh.
287. Cyathea uregoana Lehnert, F. Giraldo & A. Tejedor
288. Cyathea ursina (Maxon) Lellinger
289. Cyathea valliciergoana A. Tejedor & G. Calat.
290. Cyathea varians (R. C. Moran) Lehnert
291. Cyathea vaupensis (P. G. Windisch) Lehnert
292. Cyathea venezuelensis A. R. Sm. ex Lellinger
293. Cyathea vilhelmii Domin
294. Cyathea villosa Humb. & Bonpl. ex Willd.
295. Cyathea weatherbyana (C. V. Morton) C. V. Morton
296. Cyathea wendlandii (Mett. ex Kuhn) Domin
297. Cyathea werffii R. C. Moran
298. Cyathea whitmeei Baker
299. Cyathea williamsii (Maxon) Domin
300. Cyathea windischiana A. R. Sm.
301. Cyathea xerica A. Tejedor & G. Calat.
302. Cyathea yambrasensis A. Tejedor & G. Calat.
303. Cyathea zongoensis Lehnert
304. Cyathea × acunae (Caluff & Shelton) C. Sánchez
305. Cyathea × bernardii Proctor
306. Cyathea × calolepis (Hook.) Domin
307. Cyathea × hombersleyi (Maxon) Stolze
308. Cyathea × hybrida A. Rojas
309. Cyathea × juergensenii E. Fourn.
310. Cyathea × lathamii Holttum
311. Cyathea × lewisii (Morton & Proctor) Proctor
312. Cyathea × moralesiana A. Rojas
313. Cyathea × robusta A. Rojas
314. Cyathea × sessilifolia (Jenman) Proctor
315. Cyathea × smithiana A. Rojas
316. Cyathea × stella-matutina Schwartsb. & Becari-Viana
317. Cyathea × trinitensis (Jenman) Domin
318. Cyathea × wilsonii (Hook.) Domin